# Station Osowa Góra
Station Osowa Góra is een spoorwegstation in de Poolse plaats Mosina.